# Regreso a Las Sabinas
Regreso a Las Sabinas és una sèrie de televisió per internet diària espanyola de melodrama i drama romàntic creada per Eulàlia Carrillo per a Disney+, sent aquesta la primera sèrie diària espanyola produïda per a una plataforma de streaming. Està produïda per Diagonal TV i protagonitzada per Andrés Velencoso, Celia Freijeiro, Ángela Molina, Olivia Molina, Natalia Sánchez, Miquel Fernández, María Casal, Nancho Novo, Marta Calvó i Julia Carnero. Es va estrenar a Disney+ l'11 d'octubre de 2024. Té 70 episodis.

## Argument
La sèrie explica la història de les germanes Molina, que després de molts anys tornen al seu poble natal, la localitat fictícia de Manterana, per ajudar el pare malalt. Allà s'instal·len a la finca familiar, Las Sabinas.

## Repartiment

### Principal
- Celia Freijeiro com a Gràcia Molina Montalbo
- Andrés Velencoso com a Miguel Larrea
- Miquel Fernández com a Tano Larrea (Episodi 1 - Episodi 10; Episodi 12 - Episodi 13)
- Olivia Molina com Paloma Molina Montalbo
- María Casal com a Paca Utrera
- Natalia Sánchez com a Esther Ruiz Utrera
- Nancho Novo com a Emilio Molina

### Secundari
- Marta Calvó com a Sílvia
- Julia Carnero com a Manuela
- Jordi Coll com a Tomàs (Episodi 1 - Episodi 2; Episodi 4 - Episodi 12; Episodi 14)
- Neus Sanz com a Trini de León (Episodi 1 - Episodi 12; Episodi 14)
- Francesc Cuéllar com a Richi (Episodi 1 - Episodi 3; Episodi 5 - Episodi 10; Episodi 12 - Episodi 13)
- Roger Padilla com Lucas Rivera Molina (Episodi 1 - Episodi 10; Episodi 12 - Episodi 14)
- Jimena Silva com Julia Rivera Molina (Episodi 1 - Episodi 10; Episodi 12 - Episodi 14)
- Mia Lardner com Lucía Larrea (Episodi 1; Episodi 4 - Episodi 5; Episodi 9 - Episodi 14)
- Lolo Herrero com Núñez (Episodi 1 - Episodi 3; Episodi 5 - Episodi 6; Episodi 9 - Episodi 11; Episodi 13 - Episodi 14)
- Jaume Madaula com a Óscar Egea Duarte (Episodi 1 - Episodi 2; Episodi 4 - Episodi 8; Episodi 10)
- María Ribera com a Pilar (Episodi 1 - Episodi 3; Episodi 8; Episodi 10; Episodi 14)
- Alberto Lozano com Guillermo Jiménez (Episodi 1 - Episodi 3; Episodi 7 - Episodi 8)
- Leyre García com a Gràcia Molina nena (Episodi 1; Episodi 11)
- Alexandre Vidal com a Jornalero (Episodi 1; Episodi 11)
- Mar Valverde com a Paloma Molina nena (Episodi 1)
- Alberto Díaz com a Camperol (Episodi 1; Episodi 3)
- Oriol Vila com Daniel "Dani" (Episodi 2; Episodi 4 - Episodi 8; Episodi 12 - Episodi 13)
- Berta Rabascall com a Carla Egea Duarte (Episodi 2; Episodi 5; Episodi 7 - Episodi 11)
- Biel Rossell com a Miguel Larrea adolescent (Episodi 2; Episodi 5; Episodi 11)
- Natalia Martín com a Gràcia Molina adolescent (Episodi 2; Episodi 5; Episodi 8; Episodi 11)
- Oscar Morell com a Guàrdia Civil (Episodi 2 - Episodi 5; Episodi 11)
- Elena Vilaplana com Nati (Episodi 3; Episodi 5; Episodi 7 - Episodi 8; Episodi 10; Episodi 12 - Episodi 13)
- José Luis Cartes com a Comprador pis (Episodi 3)
- Cesc Gómez com a Eusebi (Episodi 3)
- Carla Schilt com a Paloma Molina adolescent (Episodi 3; Episodi 5; Episodi 8)
- Clàudia Cos com Elena Soto (Episodi 4; Episodi 6; Episodi 13)
- Raúl Mèrida com Álex Egea Duarte (Episodi 5 - Episodi 11; Episodi 13)
- Ferran Herrera com a Cura enterrament (Episodi 5)
- Jaume Ulled com a Comprador del pis (Episodi 5)
- Joan Bentallé com a Fabiàn (Episodi 7; Episodi 12)
- Virginia Pizarro com a Doctora hospital (Episodi 7 - Episodi 8)
- Flora Saura (Episodi 8 - Episodi 9)
- Michael Batista (Episodi 10 - Episodi 12)
- Agnès Romeu (Episodi 12 - Episodi 14)
- Isabel Rocatti com a Amparo (Episodi 13 - Episodi 14)
- Kike Salgado (Episodi 13 - Episodi 14)
- Marc Martínez com a Antón Rivera (Episodi 1 - Episodi 3; Episodi 5; Episodi 7 - Episodi 9)
- Montse Guallar com a Marisol Duarte (Episodi 1 - Episodi 2; Episodi 5 - Episodi 11)
- Ángela Molina com Laura Montalbo Villegas (Episodi 1 - Episodi 2; Episodi 5 - Episodi 6; Episodi 14)